# Pokerkarten
Unter Pokerkarten versteht man Spielkarten, die sehr gut für das Pokerspiel geeignet sind. Davon abgesehen kann das Spiel auch mit regulären Karten eines französischen oder anglo-amerikanischen Blatts gespielt werden.

## Einführung
Pokerkarten entsprechen normalerweise der Rangfolge und Bezeichnung den einzelnen Kartenwerten des französischen Blatts und bestehen damit aus 52 Karten von vier verschiedenen Farben (♣ Kreuz ♥ Herz ♠ Pik ♦ Karo) und dreizehn Werten (2 bis 10 − Bube – Dame – König – Ass), tragen jedoch die Bezeichnungen des anglo-amerikanischen Blatts (J für Jack, anstelle von B für Bube und Q für Queen anstelle von D für Dame).

## Unterschiede zum anglo-amerikanischen Blatt

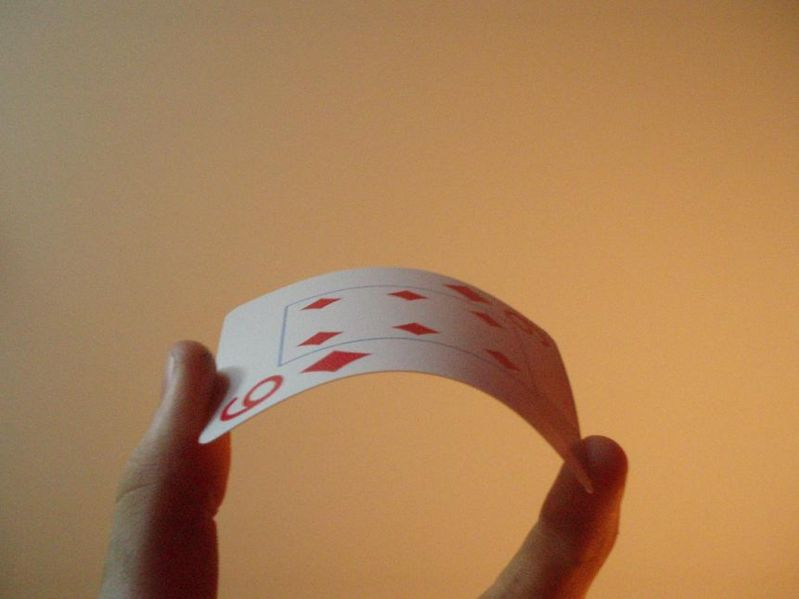
Kunststoffkarten haben eine längere Lebensdauer

Pokerkarten unterscheiden sich vom anglo-amerikanischen Blatt durch einige Merkmale.
Diese haben in der Regel den Zweck, das Erkennen und Unterscheiden der einzelnen Karten einfacher zu machen.

### Größerer Index
Fast alle Pokerkarten haben einen vergrößerten Index, das heißt, dass die Zahlen oder die Buchstaben, die auf der Karte abgebildet sind, vergrößert dargestellt sind. Der Grund liegt darin, dass es für die Spieler so angenehmer und schneller möglich ist, ihre hole cards zu erkennen, und dass eine leichtere Erkennung der Gemeinschaftskarten gegeben ist.

### Verändertes Format
Des Weiteren sind Pokerkarten in der Regel auch breiter als andere Karten (88×63 mm gegenüber 88×56 mm). Die Karten müssen bei den meisten Pokervarianten nicht dauerhaft in der Hand gehalten werden, sondern liegen verdeckt oder offen auf dem Tisch.

### Material
Mittlerweile haben sich Karten aus Kunststoff gegenüber Karten aus Spielkartenkarton durchgesetzt. Karten aus Kunststoff sind länger haltbar als Karten aus Karton oder auch so genannte kunststoffbeschichtete (plastic coated) Karten, da sie ihre ursprüngliche Form beibehalten, kaum knicken und an den Rändern nicht aufquellen, wie es bei den üblichen Spielkarten nach längerem Gebrauch auftritt. So ist die Sicherheit gegeben, dass die Pokerspieler die Karten nicht markieren können, indem sie sich Verformungen oder Knicke/Risse zu Nutzen machen. Außerdem sind Kunststoffkarten resistenter gegen Verschmutzung und können wesentlich besser gereinigt werden. In handelsüblichen Pokerkoffern sind meist nur kunststoffbeschichtete Pappkarten enthalten, die nicht sehr beanspruchbar sind und deshalb bald nicht mehr zu gebrauchen sind.

## Farben der Symbole

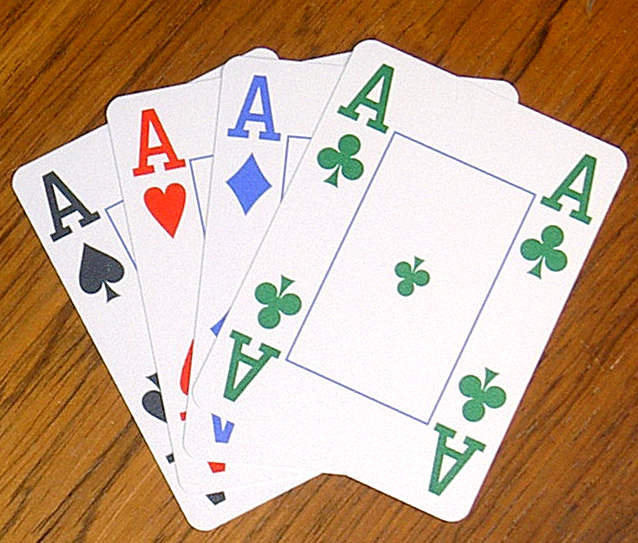
Symbole vierfarbiger Spielkarten

Vierfarbige Spielkarten (englisch Four-color deck) sind Spielkarten, die nicht die gewohnten Farben der französischen Spielkarten für die Kartensymbole, also Rot für Herz und Karo, und Schwarz für Pik und Kreuz, verwenden, sondern für jedes dieser Symbole auch real unterschiedliche Farben verwenden. Beim Skat ist Pik grün und Karo orange, während beim Poker Kreuz grün und Karo blau ist.
Erfunden und propagiert wurden die vierfarbigen Kartenspiele für Poker vom professionellen Pokerspieler Mike Caro.
Der Hauptvorteil besteht darin, die 4 Farben besser unterscheiden zu können. So fällt es Anfängern beispielsweise leichter, einen Flush zu erkennen.
Vierfarbige Spielkarten werden von vielen Onlinepokerräumen unterstützt.